# Arc ionien tarentin
L'Arc ionien tarentin, est une sous-région des Pouilles qui comprend la province de Tarente.

## Communes de l'Arc ionien tarentin
- Carosino, Castellaneta, Crispiano, Faggiano, Ginosa, Grottaglie, Laterza, Leporano, Massafra, Monteiasi, Montemesola, Monteparano, Mottola, Palagianello, Palagiano, Roccaforzata, San Giorgio Ionico, Statte, Tarente[4].